# Claude Delmas
Claude Delmas (Ribesaltes, Rosselló, 20 de maig de 1932 - Vingrau, 20 de setembre de 2016) és un escriptor nord-català en llengua francesa. També ha publicat sota el pseudònim de Dieudonné Jourda.

## Biografia
Fill de mestres, va viure l'ocupació nazi i va lluitar a la guerra d'Algèria. Doctor en dret, de 1962 a 1994 ha estat vinculat a Air France, de la que n'ha estat director general d'Air France a Espanya. Ha escrit una dotzena de narracions que han estat publicades per Julliard, Flammarion, P.O.L, El Trabucaire i Mare Nostrum.
També ha estat a l'origen, amb Claude Vauchez, d'un col·lectiu per salvar els vestigis del camp de Ribesaltes, qui inicialment havien de ser derrocats. Els darrers anys de la seva vida ha residit a Vingrau.

## Obra
- Le bain maure, éditions Julliard, 1964.
- Le pont du chemin de fer est un chant triste dans l'air, éditions Flammarion, 1965.
- Les extrêmes climats, Flammarion, 1967.
- Célébration de l'épingle à nourrice, éditions Robert Morel, 1969.
- Le Schooner, Flammarion, 1970.
- Le jeune homme immobile, Flammarion, 1972.
- Grande neige, grand soleil, Flammarion, 1975.
- Yamilée (teatre), Flammarion,1978.
- Des reines sont mortes belles et jeunes, Flammarion, 1978.
- Chronique des guerres occitanes, éditions POL, 1983.
- La lune est l'assassin, Flammarion, 1995.
- Madrid et ses Castilles (assaig), éditions Mare Nostrum, 1997.
- Les Catalans sont des patots (avec des collages de Claude Massé), éditions Trabucaire, 1999.
- L'emmurée de Tolède, éditions Balzac, 2001.
- Histoire de Billy et la mienne, Perpignan, éditions Trabucaire, 2001 (originellement paru sous le pseudonyme de Dieudonné Jourda, Hachette/POL, 1980).
- La vie va vite en août, Mare Nostrum, 2005.
- L'Absolue Sécheresse du cœur, Perpignan, éditions Trabucaire, 2005, Prix Méditerranée Roussillon 2006
- Toromania (avec des collages de Claude Massé), Perpignan, Trabucaire, 2008.
- Pères pales inviolés (poesia), Voix éditions, 2012.
- A jamais ton nom sur ma langue, Trabucaire, 2014.
- Disparition du département des Pyrénées Orientales, éditions Libre d'Arts, Prix O. Coste des Vendanges Littéraires 2016.